# Koperszadzki Przechód
Koperszadzki Przechód (słow. Biely priechod) – wybitna przełęcz w słowackiej części Tatr Wysokich, położona w grani głównej Tatr. Znajduje się w Koperszadzkiej Grani, północno-wschodniej grani Jagnięcego Szczytu. Oddziela Białą Kopę na południowym zachodzie od Koperszadzkiej Czuby na północnym wschodzie.
Stoki północno-zachodnie opadają z przełęczy do Jagnięcego Kotła w Dolinie Skoruszowej, południowo-wschodnie – do Doliny Białych Stawów. Do Jagnięcego Kotła zbiega z Koperszadzkiego Przechodu żleb, także stoki południowo-wschodnie są przecięte trawiastym żlebkiem.
Na Koperszadzki Przechód, podobnie jak na inne obiekty w Koperszadzkiej Grani, nie prowadzą żadne znakowane szlaki turystyczne. Najdogodniejsze drogi dla taterników wiodą na siodło granią z sąsiednich obiektów oraz z Doliny Białych Stawów.
Pierwsze pewne wejścia:
- letnie – Kazimierz Bizański, Janusz Chmielowski, Witold Chmielowski, Adam Lewicki, przewodnicy Klemens Bachleda, Jakub Bachleda Jarząbek, Jan Bachleda Tajber i Wojciech Brzega, 23 września 1901,
- zimowe – Klara Hensch, Valentin Hajts i Gábor Seide, 15 lutego 1926.

Być może już wiele wcześniej granią przez Koperszadzki Przechód schodzili 9 sierpnia 1793 z Jagnięcego Szczytu Robert Townson i przewodnik Hans Gross.